# Truncatellina arcyensis
Truncatellina arcyensis е вид коремоного от семейство Vertiginidae. Видът е застрашен от изчезване.

## Разпространение
Разпространен е във Франция.